# Suzanne Aubert
Suzanne Aubert (* 19. Juni 1835 in Saint-Symphorien-de-Lay; † 1. Oktober 1926 in Wellington) war eine französische römisch-katholische Ordensfrau, Missionarin und Ordensgründerin in Neuseeland.

## Leben und Werk

### Von Lyon nach Neuseeland
Bis zum Alter von fünf Jahren wuchs Suzanne Aubert in ländlicher Umgebung bei Roanne auf. Diese Zeit war überschattet durch einen Unfall im Alter von zwei Jahren, der sie drei Jahre lang gehunfähig machte und von dem sie ein lebenslanges Schielen behielt. 1840 zogen die Eltern nach Lyon um, wo der Vater ein Gerichtsvollzieherbüro mit acht Mitarbeitern unterhielt. Die Mutter war fromm, der Vater Atheist. Einen Bruder sah sie mit 12 an Wasserkopf sterben. Die Schule besuchte sie bei den von Thérèse de Bavoz gegründeten Benediktinerinnen von La Rochette. Die Familie wohnte in der Nähe der Maristenpatres. So kam Suzanne mit dem in Lyon von Pauline Jaricot gegründeten Werk der Glaubensverbreitung in Berührung und verschlang in deren Zeitschrift Annales de la propagation de la foi Berichte aus den Überseemissionen. Schon früh beschloss sie, die meinte, dass ihr jegliche körperliche Schönheit abging, ab der Großjährigkeit (damals 25 Jahre) in die Überseemission zu gehen. Sie war in Hauswirtschaft, Pharmakologie und als Krankenschwester ausgebildet. Sie war sowohl sprachlich (Italienisch und Spanisch) als auch musikalisch (Klavier und weitere Instrumente) begabt.
Ihr Vater war zwar strikt gegen ihre Lebensplanung, aber Suzanne zog den Pfarrer von Ars mehrmals zu Rate und erhielt von ihm die notwendige Rückenstärkung, um am 4. August 1860 heimlich das Elternhaus zu verlassen und sich am 4. September zusammen mit Jean-Baptiste Pompallier, Bischof von Auckland, drei Gefährtinnen und einigen Missionaren auf einem Walfangschiff einzuschiffen, das sie nach Neuseeland brachte. Nach viermonatiger Überfahrt, auf der sie trotz dauerhafter Seekrankheit von Pompallier die erste Einweisung in die Maorische Sprache erfuhr, landete das Schiff am 30. Dezember in Auckland.

### Schwester Mary Joseph der Barmherzigkeit
In Auckland wurde sie Postulantin bei den 1831 von Catherine McAuley (1778–1841) in Dublin gegründeten irischen Sisters of Mercy (RSM) (deutsch: Schwestern der Barmherzigkeit), die als erste Ordensfrauen schon seit 1850 in Neuseeland wirkten. Da die Schwestern nur englisch sprachen, war die Eingewöhnung schwierig. Am 30. Juni 1861 wurde sie eingekleidet und nahm den Ordensnamen Mary Joseph an.

### Schwester der heiligen Familie
Da es ihr aber nicht recht war, nur zum Französisch-, Klavier- und Stickereiunterricht für die höheren Töchter der Weißen eingesetzt zu werden, statt in der Maorimission, bewog sie Pompallier zur Gründung der Kongregation der heiligen Familie. Dort wurde sie am 18. Mai 1862 zusammen mit 2 weiteren Französinnen (darunter Pompalliers Nichte) und zwei Maorinnen neu eingekleidet. Pompallier wohnte mit im Haus; es wurde neben Französisch auch Maori gesprochen und zu den Maori Kontakt gehalten. Dank ihrer Fortschritte in der Maorisprache, gelang ihr mit Hilfe der maorischen Mitschwester Peata der persönliche Zugang in das Innerste der Māori-Kultur. Sie wurde in den Dörfern aufgenommen und empfing Pompalliers zahlreiche Maori-Bekannten. Am 14. August 1863 zog man in ein neu erbautes Kloster um, das Institut von Nazareth, wo Schwester Mary Joseph einen Gemüsegarten einrichtete. Man lebte von der Erziehung von Maorimädchen. Bei Besuchen in Maoridörfern konnte sich die Krankenschwester Mary Joseph mit den Dorfheilerinnen austauschen.

### Krise. Von Pompallier verlassen
In der zweiten Hälfte der sechziger Jahre kam es zu einer Zuspitzung der Lage. Die Maoris lynchten den protestantischen Missionar Carl Sylvius Völkner. Krieg brach aus. Der finanziell ruinierte Alkoholiker Pompallier schiffte sich am 19. Februar 1868 mit seiner Nichte nach Europa ein. Andere Mitschwestern und auch Pompalliers Neffe hatten schon vorher kapituliert. So blieben bei den Dutzend Schülerinnen nur noch Peata und Mary Joseph übrig, denn letztere hatte sich geweigert, ebenfalls aufzugeben. Da das Kloster mit sämtlichem Hab und Gut Pompalliers versteigert wurde, war Schwester Mary Joseph auf die Hilfe befreundeter Familien angewiesen. Die Aufforderung des Vaters, heimzukehren wie die andern, überhörte sie.

### Krankenpflegerin in Napier
Mit Unterstützung von Bischof James Alipius Goold (1812–1886) von Melbourne und in der Absicht, dem 1850 von Pierre Julien Eymard gegründeten Tiers Ordre de Marie. TOM (Dritter Orden Mariens) beizutreten, beschloss Mary Joseph 1869, mit Peata und den Schülerinnen zum Maristenpater Euloge Reignier nach Meeanee, Stadtteil von Napier, in der Hawke Bay zu gehen. Doch wurde sie von Pompalliers Nachfolger Bischof Croke (1870–1874) gezwungen, die Maorikinder und Peata aufzugeben. So kam sie 1871 alleine in Napier (Bistum Wellington) an, wo sie zuerst ihre Sehschwäche behandeln ließ, sich als Kräutersammlerin betätigte und darauf wartete, dass nach dem Tod von Bischof Philippe Viard (Juni 1872) sein Nachfolger für sie Verwendung finden würde. Das Angebot, bei den von Euphrasie Barbier gegründeten Missionsschwestern Unserer Lieben Frau einzutreten, lehnte sie wegen mangelnder Berufung zum kontemplativen Klausurleben ab. Ihre Haupttätigkeit bestand über Jahre hinweg in der Pflege alter Maristen (so Antoine Séon 1807–1878) und mehr noch in der medizinischen Behandlung der Maoribevölkerung, die sie liebte und von der sie geliebt wurde. Höhepunkte ihres Einsatzes waren im Winter 1875 eine Typhusepidemie, und 1880–1881 eine Diphtherieepidemie, bei der sie sich den Ruf einer Wunderheilerin erwarb. Die Zeit von 1869 bis 1883 beschrieb sie später als die schönste ihres Lebens.

### Maristin am Whanganui-Fluss
Francis Mary Redwood, erster Erzbischof von Wellington (1874–1935), hatte Verständnis für ihre Maori-Berufung. Um aber unter den Maoris in einer Missionsstation wirken zu können, brauchte sie einen Priestermissionar. Dieser kam 1879 in Gestalt des Maristen Christophe Soulas. Sie schrieb für ihn ein Gesprächsbuch mit Wörterbuch zum raschen Erlernen der Maorisprache und reiste mit ihm zu vielen Wohnplätzen der Maoris. Im Juli 1883 besetzten sie die Mission Jerusalem/Hiruharama am Whanganui River (von Wanganui 65 km flussaufwärts, von Pipiriki 15 km flussabwärts). Dort machte Erzbischof Redwood Schwester Mary Joseph zur Oberin einer Maristinnen-Kongregation, die 1884 mit vier Postulantinnen das Missionsleben aufnahm. 1885 erschien das Gesprächsbuch unter dem Titel New and complete manual of Maori conversation im Druck und wurde mehr als ein Jahrhundert lang verlegt. 1888 kaufte sie mit dem mütterlichen Erbe eine 5 km entfernte Farm. Als die 1885 neu erbaute Holzkirche im November 1888 (durch Brandstiftung) abbrannte, begab sie sich auf eine einjährige Bettelreise kreuz und quer durch die Nord- und die Südinsel und kehrte mit dem für den Neubau nötigen Betrag zurück.

### Ordensgründerin
Da die Lyoner Maristen die Aufnahme von Mutter Mary Josephs Kongregation endgültig verweigerten, gründete sie mit Hilfe von Erzbischof Redwood am 4. Oktober 1892 (im Alter von 57 Jahren, inzwischen war sie seit 32 Jahren in Neuseeland) ihren eigenen Orden: Daughters of Our Lady of Compassion DOLC / Figlie di Nostra Signora della Compassione / Filles de Notre-Dame de la Compassion (deutsch: Töchter Unserer Lieben Frau von der Barmherzigkeit). Mit weiterem Erbvermögen baute sie ab 1895 in Jerusalem/Hiruharama ein Waisenhaus für Findelkinder und versprach den zahlreichen ehelosen Müttern Anonymität. 1899 ging sie nach Wellington und eröffnete dort 1900 ein weiteres Haus, das Sankt-Joseph-Heim für unheilbar Kranke (vor allem Behinderte), wo sie, nach anfänglichem Pendeln zwischen beiden Häusern, später dauerhaft blieb. Daneben richtete sie Volksküchen und Tafeln ein. Als sie die Ordensregel zu schreiben hatte, in Finanzsorgen zu ersticken drohte und Pater Soulas wegen skandalösen Terrorregiments (mit körperlichen Züchtigungen der Ordensfrauen) aus Jerusalem/Hiruharama vertreiben musste, geriet sie an den Rand der Belastbarkeit und konnte sich nur durch Festhalten an den einstigen Mahnungen und Prophezeiungen des Pfarrers von Ars über Wasser halten. 1907 baute sie Our Lady’s Home of Compassion im Wellingtoner Vorort Island Bay. Ein erster Herzinfarkt stellte sich ein. 1910 gründete sie auf Bitten von Bischof George Lenihan ein weiteres Haus in Auckland.

### Romreise von 1913 bis 1920
Angesichts wachsender Kritik an der Aufnahme von Findelkindern, vor allem von Seiten des Generalvikars (und späteren Erzbischofs) Thomas O’Shea SM (1870–1954), entschloss sich Mutter Mary Joseph, dem Vorbild von Mary MacKillop und Euphrasie Barbier folgend, zum Papst zu reisen und sich dort die Unabhängigkeit vom Ortsbischof zu erkämpfen, damit ihr Werk nicht nach ihrem Tod in die Hände des Erzbischofs überging. Im August 1913 verließ die 78-jährige heimlich Neuseeland und reiste über Vancouver, Québec, England und Frankreich nach Rom, wo sie Kardinal Girolamo Maria Gotti, den Präfekten der Propagandakongregation, und Papst Pius X. für sich einnehmen konnte. Der Ausbruch des Ersten Weltkriegs, der Tod des Papstes und die Notwendigkeit, die Ordensstatuten in Sprachen vorzulegen, die in Rom verstanden werden, verlängerte ihren Aufenthalt über Jahre. Am 1. April 1917 erreichte sie von Papst Benedikt XV. das für die Unabhängigkeit notwendige Lobdekret, musste aber noch bis August 1919 in Rom ausharren. Ihre wichtigsten Gesprächspartner waren die Kardinäle Bonaventura Cerretti und Francis Aidan Gasquet. Sie wohnte zeitweilig bei den Eltern von Pietro Fumasoni Biondi. Sie besuchte weit über 300 römische Kirchen. Über Jahre arbeitete sie trotz ihres Alters aufopfernd als Krankenschwester und rechte Hand der Chirurgen, die zuerst mit den Opfern des Erdbebens von Avezzano 1915, dann mit den Kriegsverletzten rund um die Uhr zu tun hatten. Mehrfach war sie Opfer von Verkehrsunfällen mit Pferden. Einen Dieb musste sie mit einem Faustschlag auf die Nase vertreiben. Die Rückreise über Lyon, Ars, Paris, London und Durban dauerte Monate. Am 28. Januar 1920 war sie wieder in Wellington.

### Tod in Wellington. Staatsbegräbnis. Seligsprechungsverfahren
In den letzten sechs Jahren ihres Lebens wurden ihr mehrfach die Sterbesakramente gespendet, doch kam sie jedes Mal wieder hoch, um weiter tatkräftig zu führen, wenn auch in der Bewegung eingeschränkt. 1925 erlebte sie die Heiligsprechung des Pfarrers von Ars, dem sie ihre Berufung und ihr Durchhaltevermögen zuschrieb. Im gleichen Jahr feierte Wellington ihren 90. Geburtstag. Als sie ein Jahr später im Sterben lag, wurde sie von Sir James Carroll besucht, dem ersten Maori-Minister Neuseelands, der drei Wochen nach ihr selbst verstarb. Am 4. Oktober 1926 folgten Tausende ihrem Sarg, darunter Premierminister Gordon Coates. Es war das erste Staatsbegräbnis Neuseelands. Erzbischof Redwood hielt die Trauerpredigt. Ihre sterblichen Überreste ruhen seit 1950 im Mutterhaus des Ordens Our Lady’s Home of Compassion in Island Bay, wo ein Ordensmuseum (Suzanne Aubert Heritage Centre) ihren Lebensweg nachzeichnet. In Lyon (Kirche Saint-Nizier) und auf dem Wellingtoner Friedhof Karori Cemetery wird an sie erinnert. Nachdem der spätere Kardinal John Atcherley Dew 2006 in Rom die Einleitung eines Seligsprechungsprozesses erreicht hatte, wurde ihr von Papst Franziskus am 1. Dezember 2016 der Titel Ehrwürdige Dienerin Gottes zugesprochen.

### Rezeptionsgeschichte
1962 veröffentlichte Barbara Harper (1908–1984) eine kurze Biographie (unter dem Titel Unto these
least), die im Wellingtoner Mutterhaus verkauft und 1988 nachgedruckt wurde. Sie diente 2001 dem Historiker Yannick Essertel als Quelle für eine zweiseitige biographische Skizze in seinem Buch über die von Lyon ausgehende Mission (L’aventure missionnaire lyonnaise 1815–1962, S. 107, 238–240). Der Durchbruch zur breiten Bekanntheit in Neuseeland und in Lyon ging 1996 von Jessie Munro (* 1946) aus, deren Darstellung The Story of Suzanne Aubert in Neuseeland 1997 zum Buch des Jahres erkoren wurde und die bischöfliche Initiative zur Seligsprechung anstieß. Das Buch wurde 2011 (mit einem Vorwort von Kardinal Philippe Barbarin) in französischer Adaptierung verlegt und führte dazu, dass ihr Werdegang 2014 Gegenstand einer publizierten Fastenpredigt in der Basilika Notre-Dame de Fourvière war.

## Werke (chronologisch)
- New and complete manual of Maori conversation containing phrases and dialogues on a variety of useful and interesting topics, together with a few general rules of grammar and a comprehensive vocabulary. Lyon and Blair, Wellington 1885. Zahlreiche Nachdrucke.
- Letters on the Go. The Correspondence of Suzanne Aubert, hrsg. von Jessie Munro und Sister Bernadette Wrack. Bridget Williams Books, Wellington 2009.
- Suzanne Aubert’s spiritual tonics. Sisters of Compassion, Wellington 2015.